# Purísima
Purísima è un comune della Colombia facente parte del dipartimento di Córdoba.
Il centro abitato venne fondato da Alonso de Heredia nel 1777, mentre l'istituzione del comune è del 1934.